# Сихануквил
Сихануквил (кмер. ក្រុងព្រះសីហនុ, фр. Sihanoukville) је град-провинција у Камбоџи. То је најзначајнија лука и летовалиште у земљи. Налази се 185 километара југозападно од Пном Пена на обали Тајландског залива.
Године 2008. имао је 199.902 становника (укључујући насеља у околини). Сам град имао је 89.846 становника.
Град је добио име по краљу Нородому Сихануку. Основан је 1960. Контрукција луке је започета јуна 1955. Међународни аеродром се налази 18 километара од центра града.